# Lichagotegodi
Lichagotegodi /=“gente de la tierra roja”,/ ili  'narod crvene zemlje' , isto i Icachodeguo, Ikatxodéguo, ponegdje se spominju i kao Xagueteo, Chagoteo. Jedno od plemena Guaycuruan Indijanaca koje je u 18. stoljeću živjelo u južnobrazilskoj državi Mato Grosso do Sul. 
Jezično su bili srodni plemenima koja su govorila jezicima Mbaya, i jedna su od starih podgrupa Caduveo Indijanaca u koju spadaju zajedno s Apacachodegodeguíma i Cadiguegodima.